# جلدة (المخادر)

تعديل مصدري - تعديل

جلدة محلة تابعة لقرية الذنبة، التابعة لعزلة المعشار بمديرية المخادر إحدى مديريات محافظة إب في الجمهورية اليمنية، بلغ تعداد سكانها 76 حسب تعداد اليمن لعام 2004.